# Frederik Rung
Frederik Rung, född 14 juni 1854 i Köpenhamn, död där 22 januari 1914, var en dansk tonsättare och dirigent. Han var son till Henrik Rung.
Rung utbildades av fadern och vid Det Kongelige Danske Musikkonservatorium. Han övertog 1877 dirigentskapet i Cæciliaforeningen och bildade 1887 där en elitkör för a-cappella-sång, den så kallade Madrigalkoret. Från 1866 hade Rung spelat med i Det Kongelige Kapel, 1872 blev han operarepetitör, 1884 andre och 1908 förste kapellmästare vid Det Kongelige Teater. Åren 1881–93 var han pianolärare vid musikkonservatoriet. Som körledare gjorde han sig bemärkt i Stockholm vid nordiska musikfesten 1897 samt som anförare hos Nya filharmoniska sällskapet 1904. Han dirigerade också filharmoniska konserter i Göteborg.
Rung komponerade bland annat operorna Det hemmelige selskab (1888) och Den trekantede hat (1895), musik till åtskilliga skådespel, en symfoni, sviter för stråkorkester och blåsare, serenad för träblåsare och stråkar, två stråkkvartetter, pianokvintett, violinsonat, pianostycken samt på det vokala området några kantater, konsertarian Medea, sångcykeln Ebba Brahe och ett 70-tal romanser.